# Дравіди

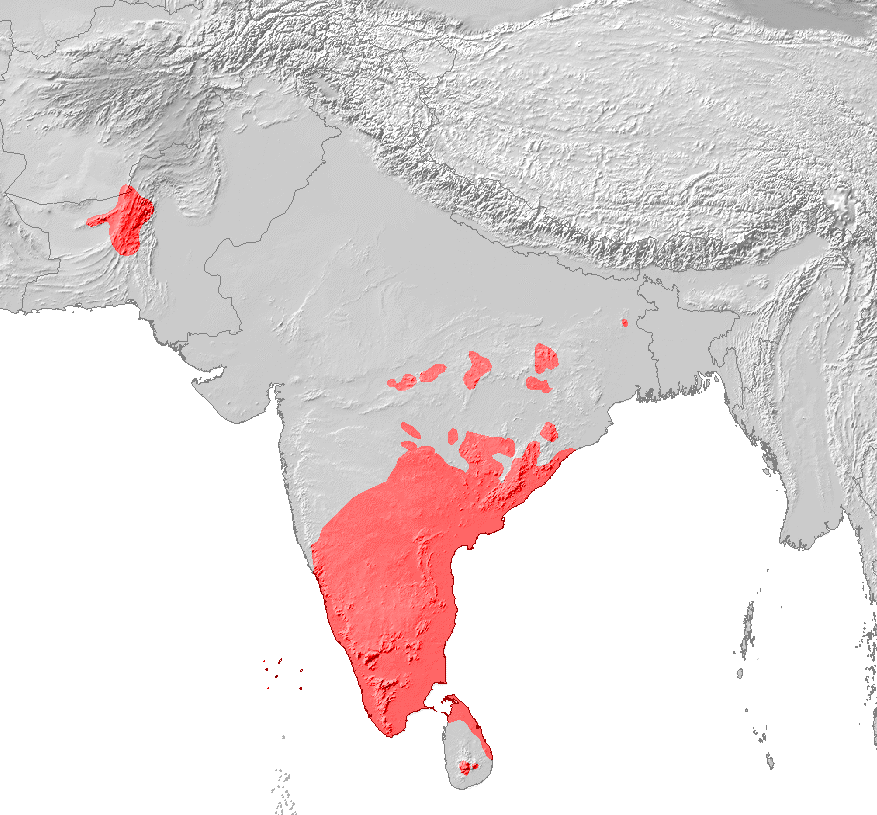
Розповсюдження дравідійських народів

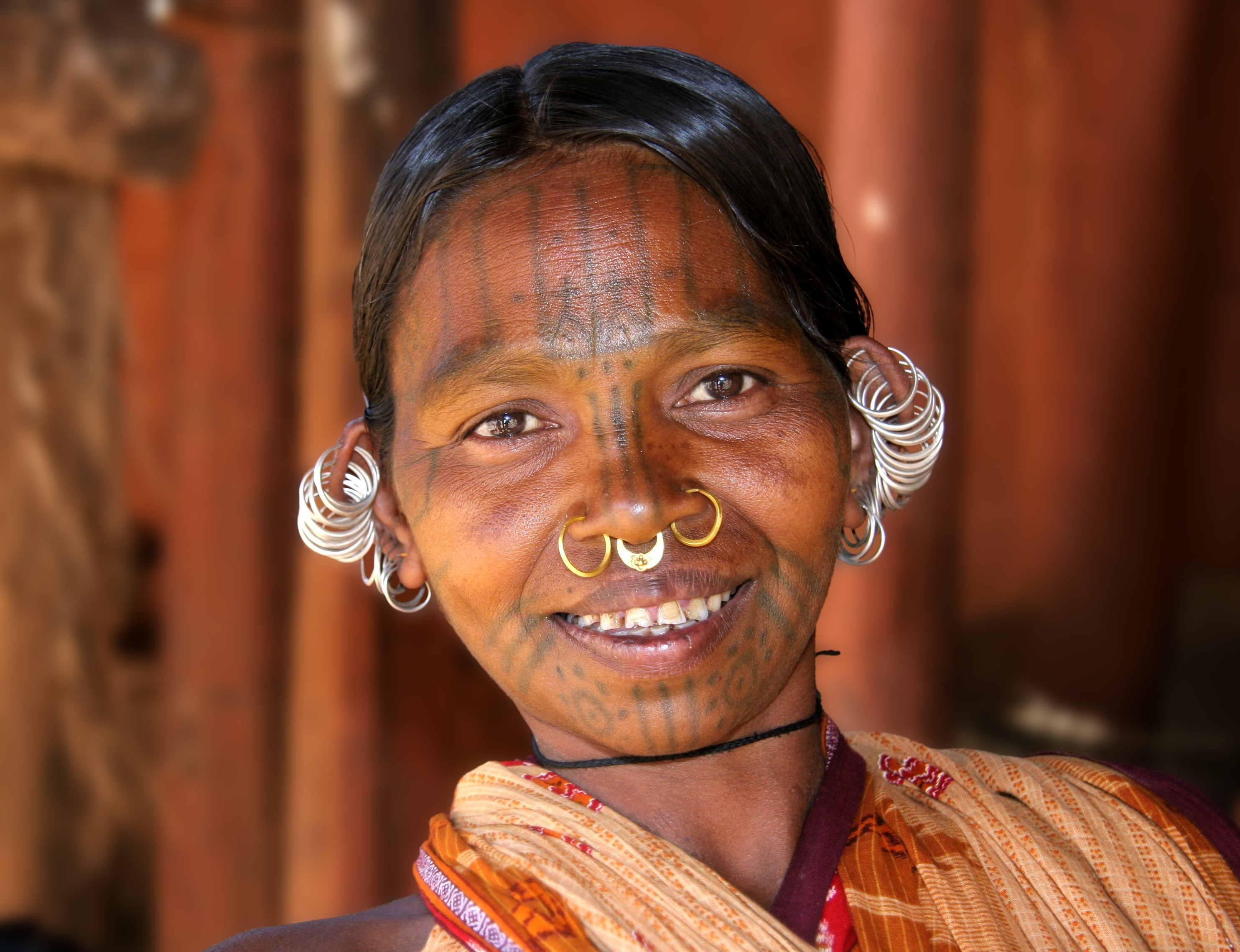
Жінка з племені кондів, одного з адівасі, штат Орісса.

Дравіди — народи, що населяють головним чином Південну Індію і розмовляють дравідійськими мовами (генетичні зв'язки дравідійських мов неясні). Антропологічно дравіди настільки відрізняються від решти населення Індії, що багато дослідників виділяють їх у окрему расу.

## Опис
До дравідів відносяться телугу або андхра (понад 80 млн осіб), таміли (близько 70 млн осіб, частково живуть у Шрі-Ланці, в Малайзії, М'янмі й інших країнах Південно-Східної Азії), малаялі (понад 35 млн осіб), каннара або каннада (44 млн осіб), гонди (понад 4 млн осіб), тулу (близько 1 млн осіб), а також ряд нечисленних народів -адівасі, що багато в чому зберегли ще родоплемінний устрій і що живуть в основному в гірських і лісових районах: ораони, тоди, кота, курумба, бадага, байга та інші.
Вважається, що дравіди входили до складу стародавнього (доарійського) населення Індії. На думку багатьох дослідників, предками дравідів в 3-2 тисячоліттях до н.е. були створені Еламська, Хараппська і Маргіанська цивілізації. У свою чергу, дравідійські народи самі по собі також можна вважати за прийшлих по відношенню до індійських народів австразійської раси: їх залишками імовірно є носії мов мунда й андаманських мов.
У кастовій системі Індії та Шрі-Ланки представники дравідійських народів традиційно відносилися до нижчих каст, хоча вищі були представлені досить слабо. Попри це, змішання між представниками індоарійських і дравідійських народів зайшло так далеко, що дослідники не вважають за можливе провести між ними чітку відмінність. Причина в тому, що пов'язані з ритуальною чистотою заборони на спілкування з представниками нижчих каст не перешкоджали сексуальному насильству і позашлюбному сексу з їхніми представниками. З цієї причини вивчення окремої історії дравідійських народів в Індії непопулярне, а сама гіпотеза про дравідійське походження Хараппської цивілізації викликала протести у націоналістично настроєних істориків-індійців. З іншого боку, саме внаслідок тривалого кастового пригноблення, багато впливових провідників новоутворених релігійних рухів і сект сучасної Індії є вихідцями з дравідійських народів. У сучасному Бангладеш на рівні офіційної ідеології підкреслюється дравідійське походження місцевого населення (більшість якого розмовляє не дравідійськими, а індоєвропейськими мовами індоарійської групи), щоб обґрунтувати відмінність культури даної країни від індійської та відкинути територіальні й культурні претензії з боку Індії.